# George W. Bush
George Walker Bush (pronunțat: ʤɔɹʤ ˈwɔːkəɹ bʊʃ ►ascultă◄), (n. 6 iulie 1946, New Haven, Connecticut, SUA) este un om politic american și businessman care a devenit cel de-al patruzeci și treilea președinte al Statelor Unite ale Americii în urma unor alegeri mult discutate, desfășurate la sfârșitul anului 2000.  Pe 2 noiembrie 2004 a fost reales pentru a doua oară, învingându-l pe democratul John Kerry, printr-un scor foarte strâns. Al doilea mandat al său s-a terminat la data de 20 ianuarie 2009, odată cu depunerea jurământului de către succesorul său, Barack Obama. Tatăl său, George H. W. Bush, a fost cel de-al patruzeci și unulea președinte al țării, cu 9 ani înainte.

## Biografie

### Înainte de președinție
George W. Bush a crescut în Midland și Houston, Texas. El s-a licențiat la Universitatea Yale de istorie  (1968) unde a intrat în contact cu societatea secretă Skull & Bones. Mai târziu a fost pilot de F-102 în Texas Air National Guard. A obținut un masterat în administrarea întreprinderilor la Harvard Business School în 1975. După ce și-a terminat studiile, s-a întors în Midland și a început o carieră în industria energetică. 

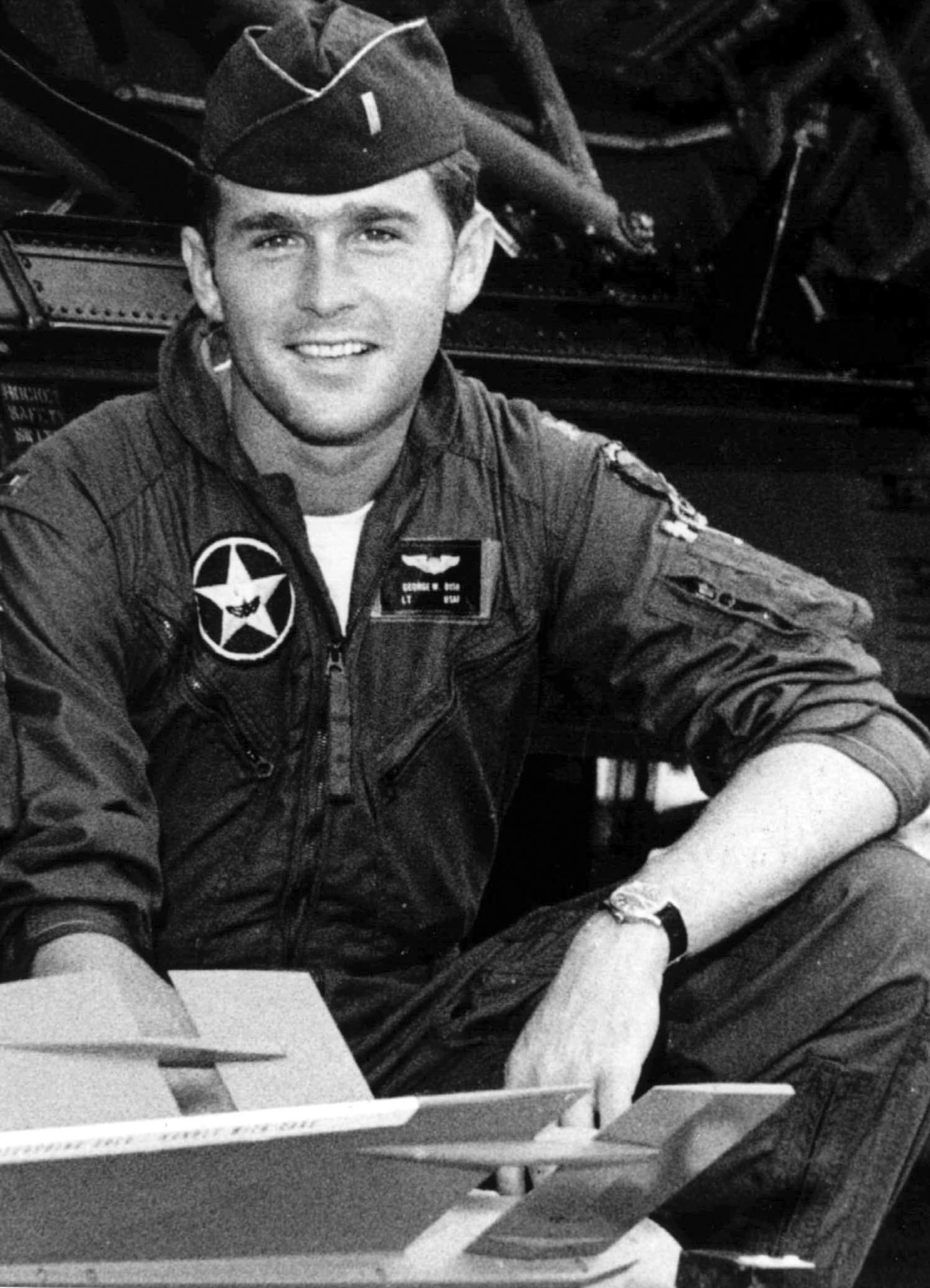
Bush in armata

În 1977 a fondat compania Bush Energy care se ocupa de exploatarea gazelor naturale și petrolului. Criza petrolului de la sfârșutul anilor 1970 a adus mari prejudicii companiei, și după ce i-a dat un nume nou (Bush Exploration Co.), Bush a vândut-o în 1984 la Spectrum 7, o altă firmă care se ocupă de exploatarea gazelor și petrolului. Bush a devenit un acționar la Spectrum 7, însă istoria s-a repetat. Criza petrolieră din 1985-1986 a falimentat Spectrum 7, urmând ca și ea să fie la rândul ei achiziționată de o firmă nou, Harken Energy Corp (1986). Bush a devenit director al companiei de mai sus, urmând ca în 1990 să vândă acțiunile care le deținea pentru a plăti un împrumut, chiar înainte ca firma să dea faliment.
În 1989 a format un grup de asociați care a cumpărat echipa de baseball Texas Rangers. A rămas președinte al asociaților la Texas Rangers până ce a fost ales guvernator al Texasului la 8 noiembrie 1994 cu 53,5% din totalul voturilor exprimate. La 3 noiembrie 1998 a fost reales cu 68,6% din totalul voturilor exprimate.

### Președinția SUA
După ce a obținut candidatura din partea Partidului Republican, Bush a ieșit câștigător în cele mai strânse alegeri din istoria Statelor Unite, învingându-l pe democratul Al Gore cu 5 voturi electorale. Rezultatele scrutinului au fost discutate mai multe săptămâni, până ce la 12 decembrie 2000, Curtea Supremă a Statelor Unite a decis în favoarea lui.
Bush a fost învestit Președinte pe 20 ianuarie 2001. La doar opt luni după aceasta, au avut loc atentatele din 11 septembrie 2001 de la New York și Washington, DC, care au cauzat moartea a peste 3.000 de persoane. De atunci, lupta contra terorismului a dominat agenda președintelui Bush. Ca răspuns, Statele Unite, împreună cu o parte din aliații din cadrul NATO, au invadat Afganistanul și Irakul (vezi Invazia Irakului din 2003).
În 2004 George W. Bush a fost reales președinte, contracandidat fiind senatorul democrat John Kerry.
Mandatul de președinte al lui George W. Bush s-a terminat pe data de 20 ianuarie 2009 când a fost învestit cel de-al 44-lea președinte al Statelor Unite ale Americii, Barack Obama.

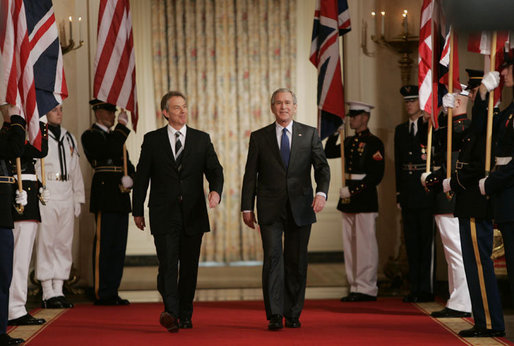
Bush și Tony Blair

La 23 noiembrie 2011, un tribunal din Malaezia a decis condamnarea fostului președinte american George W. Bush și a fostului prim-ministru britanic Tony Blair care au fost găsiți vinovați de genocid și crime împotriva păcii, după o anchetă care a durat aproape trei ani. Instanța, în frunte cu renumitul judecător malaiezian Abdul Kadir Sulaiman, i-a condamnat în absență pe Bush și Blair pentru încălcarea dreptului internațional în martie 2003, inclusiv a rezoluțiilor ONU emise împotriva lor, atunci când au decis în mod unilateral să invadeze Irakul. Pentru procurori și Comisie, Bush și Blair au făcut abuz de putere și un act de agresiune care a dus la uciderea în masă a mii de irakieni.